# Scylaticus rufescens
Scylaticus rufescens är en tvåvingeart som beskrevs av Ricardo 1900. Scylaticus rufescens ingår i släktet Scylaticus och familjen rovflugor. Inga underarter finns listade i Catalogue of Life.